# Calendario litúrgico ortodoxo
El calendario litúrgico ortodoxo oriental describe y dicta el ritmo de la vida de la Iglesia ortodoxa. Los pasajes de las Sagradas Escrituras, los santos y los eventos conmemorativos están asociados con cada fecha, al igual que muchas veces las reglas especiales para el ayuno o la fiesta que corresponden al día de la semana o la época del año en relación con los días festivos principales. 
Hay dos tipos de fiestas en el calendario de la iglesia ortodoxa: fijas y móviles. Las fiestas fijas se producen en el mismo día calendario cada año, mientras que las fiestas móviles cambian cada año. Las fiestas móviles son generalmente relativas a Pascha (Semana Santa), por lo que el ciclo de fiestas móviles se conoce como el ciclo pascual.

## Fiestas fijas
La siguiente lista de fechas enlaza solo con fiestas fijas de la Iglesia ortodoxa. Estas son las fechas fijas; el día particular en el que se observa esa fecha difiere dependiendo de si uno sigue el calendario juliano (a veces denominado "calendario antiguo") o el calendario juliano revisado ("calendario nuevo"). Todas las fechas que tienen que ver con Pascha (Semana Santa) - el comienzo de la Gran Cuaresma, la Ascensión, Pentecostés, etc. - son fiestas móviles, y por lo tanto no están en este calendario.
Estas notas deben ser recordadas usando el siguiente calendario: 
- Para el calendario gregoriano en el cual las iglesias que siguen el calendario juliano celebran la conmemoración de una fecha fija, los 13 días transcurridos para corregir el calendario de las estaciones deben transcurrir nuevamente, agregando los 13 días a las fechas a continuación. Por ejemplo, el día de Navidad (25 de diciembre) en el calendario juliano cae el 7 de enero del moderno calendario gregoriano. La cantidad de días en que el calendario gregoriano difiere del calendario juliano es actualmente de 13, pero aumentará a 14 el 1 de marzo de 2100. En el transcurso de los siglos futuros, la diferencia seguirá aumentando sin límites.

- Para el calendario juliano revisado, las fechas corresponden exactamente a las fechas del calendario gregoriano. El año litúrgico ortodoxo comienza el 1 de septiembre.

## Fiestas movibles
Pascha es, con diferencia, el día más importante en el año eclesiástico, y todos los demás días, de una manera u otra, dependen de ello. Pascha cae en diferentes fechas de calendario de un año a otro, calculadas de acuerdo con un conjunto estricto de reglas, Computus. Mientras que el Ciclo fijo comienza el 1 de septiembre, el nuevo ciclo pascual comienza el Domingo de Zaqueo (el inicio de la temporada preparatoria antes de la Gran Cuaresma), once domingos antes de Pascha, y continúa hasta el domingo de Zaqueo del año siguiente. Las lecturas de la Epístola y el Evangelio en la Liturgia Divina a lo largo del año están determinadas por la fecha de Pascha.

## Grandes Fiestas
Hay Doce Grandes Fiestas a lo largo del año de la iglesia, sin contar Pascha, que está más allá de los demás días festivos. Estas son fiestas que celebran grandes eventos históricos en las vidas de Jesucristo o Theotokos (Virgen María). De estos, tres están en el ciclo pascual: 
- Domingo de Ramos (el domingo antes de Pascha)
- Ascensión (cuarenta días después de Pascha)
- Pentecostés (cincuenta días después de Pascha)

Las otras grandes fiestas están en el ciclo fijo: 
- Natividad de Theotokos - 21 de septiembre (8 de septiembre)
- Elevación de la Santa Cruz - 27 de septiembre (14 de septiembre)
- Presentación de Theotokos - 4 de diciembre (21 de noviembre)
- Natividad del Señor - 7 de enero (25 de diciembre)
- Teofanía del Señor - 19 de enero (6 de enero)
- Presentación del Señor - 15 de febrero (2 de febrero)
- Anunciación - 7 de abril (25 de marzo)
- Transfiguración - 19 de agosto (6 de agosto)
- Dormición de Theotokos - 28 de agosto (15 de agosto)

Además, la fiesta del santo patrono de una iglesia o monasterio parroquial se cuenta como una gran fiesta y se celebra con gran solemnidad.

## Temporadas litúrgicas
Además de la Gran Cuaresma, hay otras tres temporadas de cuaresma menores en el año de la iglesia: 
- Ayuno de la Natividad (40 días en preparación para la Fiesta de la Natividad de Nuestro Señor)
- Ayuno de los apóstoles (tiempo variable desde el segundo lunes después de Pentecostés hasta la Fiesta de los Santos Pedro y Pablo)
- Ayuno de la Dormición (2 semanas del 1 de agosto al 14 de agosto en preparación para la Fiesta de la Dormición de Theotokos)

La temporada desde el Domingo del Publicano y el Fariseo (tres semanas antes de la Gran Cuaresma) hasta el Sábado Santo se llama Triodion, mientras que la temporada desde Pascha hasta Pentecostés se llama Pentecostarion.
- Datos: Q1142865